# Aceh Selatan
Aceh Selatan (indonez. Kabupaten Aceh Selatan) – kabupaten w indonezyjskim okręgu specjalnym Aceh. Jego ośrodkiem administracyjnym jest Tapak Tuan.
Aceh Selatan leży w południowej części okręgu Aceh, w północnej części Sumatry, nad Oceanem Indyjskim.
W 2010 roku kabupaten ten zamieszkiwało 202 251 osób, z czego 30 108 stanowiło ludność miejską, a 86 962 ludność wiejską. Mężczyzn było 99 726, a kobiet 102 525. Średni wiek wynosił 25,87 lat.
Kabupaten ten dzieli się na 18 kecamatanów:
- Bakongan
- Bakongan Timur
- Kluet Selatan
- Kluet Tengah
- Kluet Timur
- Kluet Utara
- Kota Bahagia
- Labuhan Haji
- Labuhan Haji Barat
- Labuhan Haji Timur
- Meukek
- Pasie Raja
- Sama Dua
- Sawang
- Tapak Tuan
- Trumon
- Trumon Tengah
- Trumon Timur